# Psilopogon corvinus
Psilopogon corvinus е вид птица от семейство Туканови (Ramphastidae).

## Разпространение
Видът е разпространен в Индонезия.